# Histoire des Zhou orientaux
L’Histoire des Zhou orientaux (東周列國志) est un roman historique chinois. Il se déroule durant l’antiquité, de 770 à 220 av. J.-C.
Une première version du roman serait l'œuvre de Feng Menglong (馮夢龍).

## Traduction
- Royaumes en proie à la perdition. Chroniques de la Chine ancienne, trad. Jacques Pimpaneau, Flammarion, « Aspects de l'Asie », 1992